# Bilderrahmen

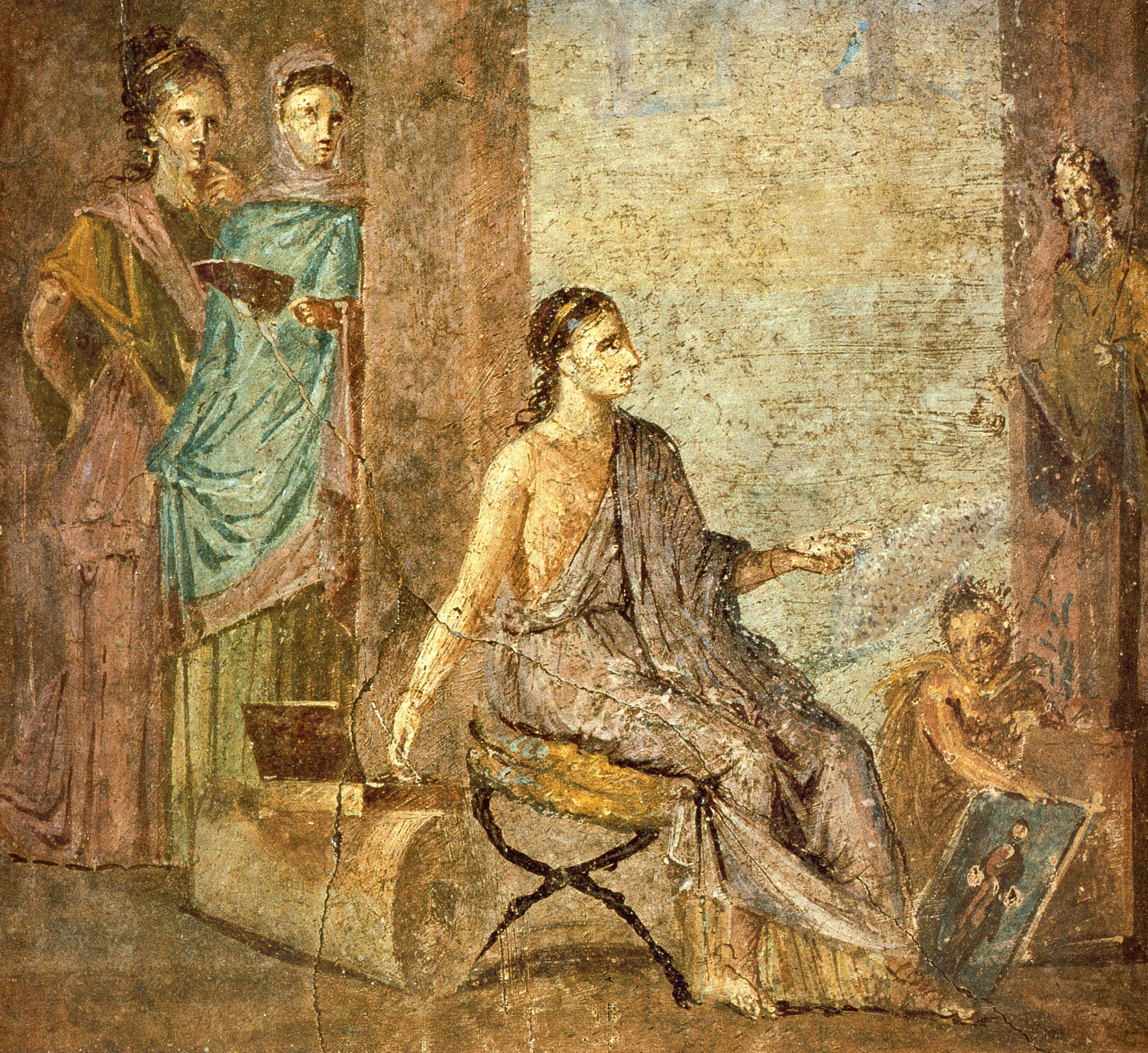
Fresko in Pompeji im Haus des Chirurgen: Eine Frau malt, vor ihr steht ein gerahmtes Bild

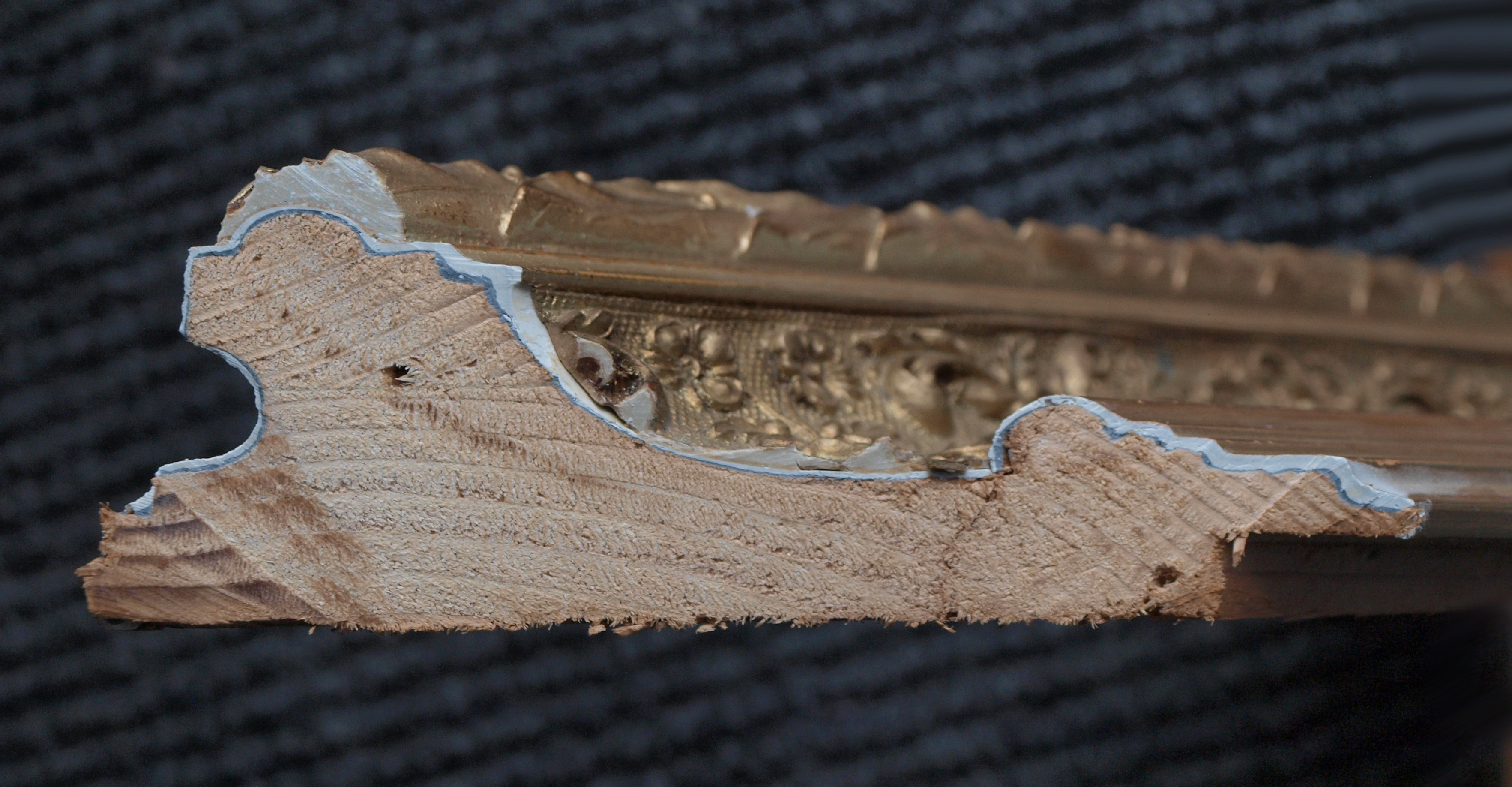
Schnitt durch einen Bilderrahmen des späten 19. Jahrhunderts

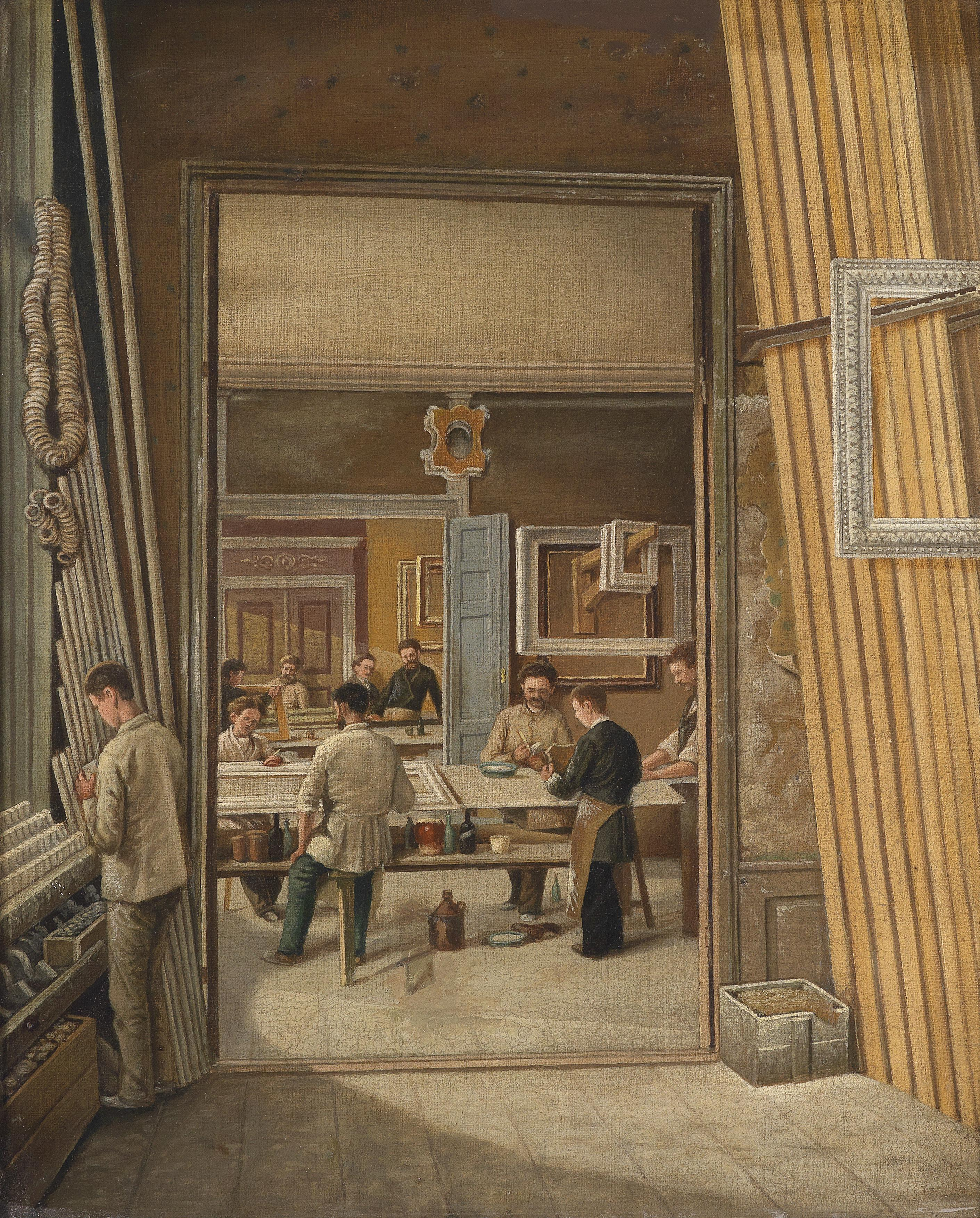
Blick in eine Rahmenmacherwerkstatt, um 1900

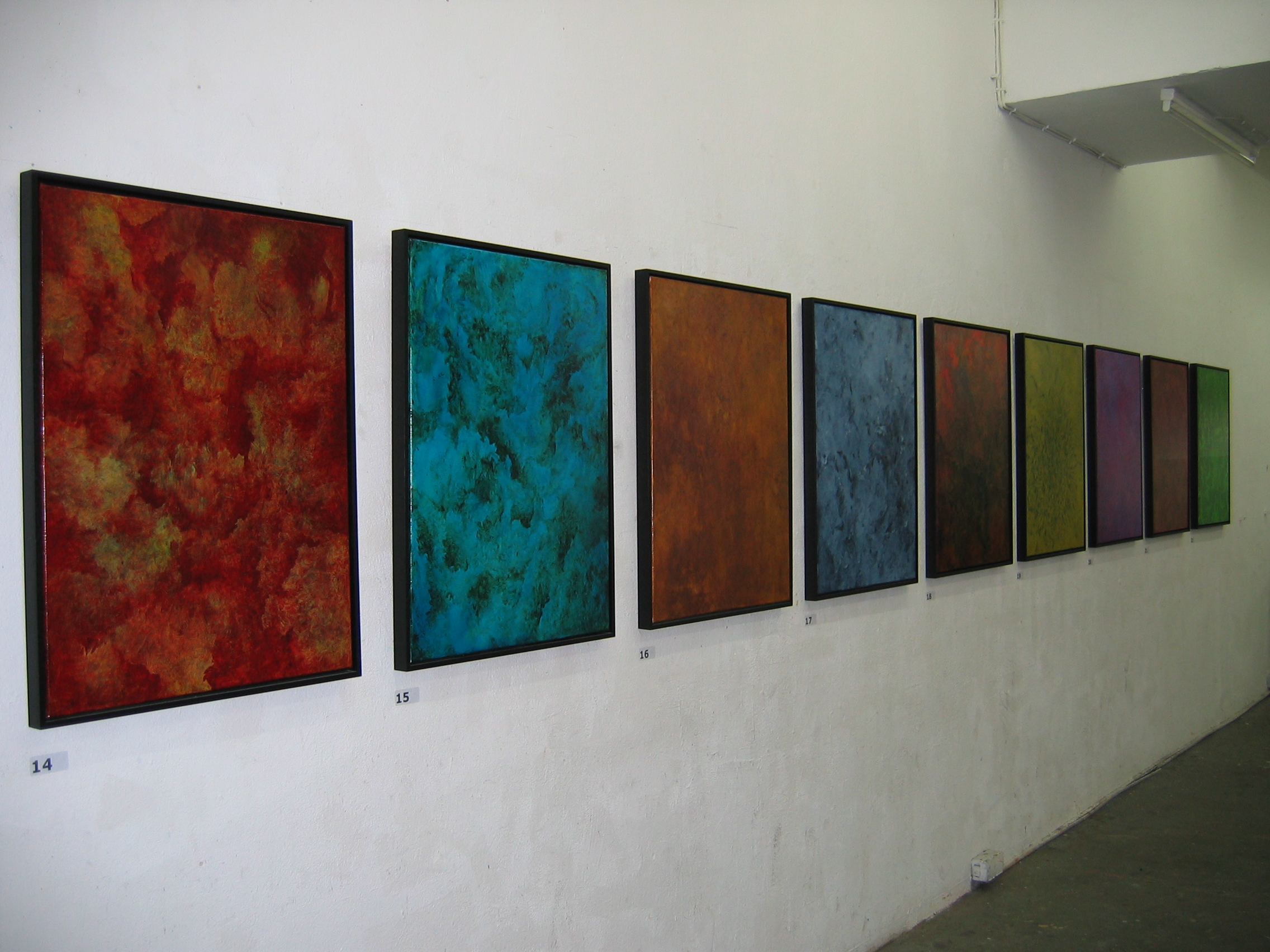
Leinwände in Schattenfugenrahmen

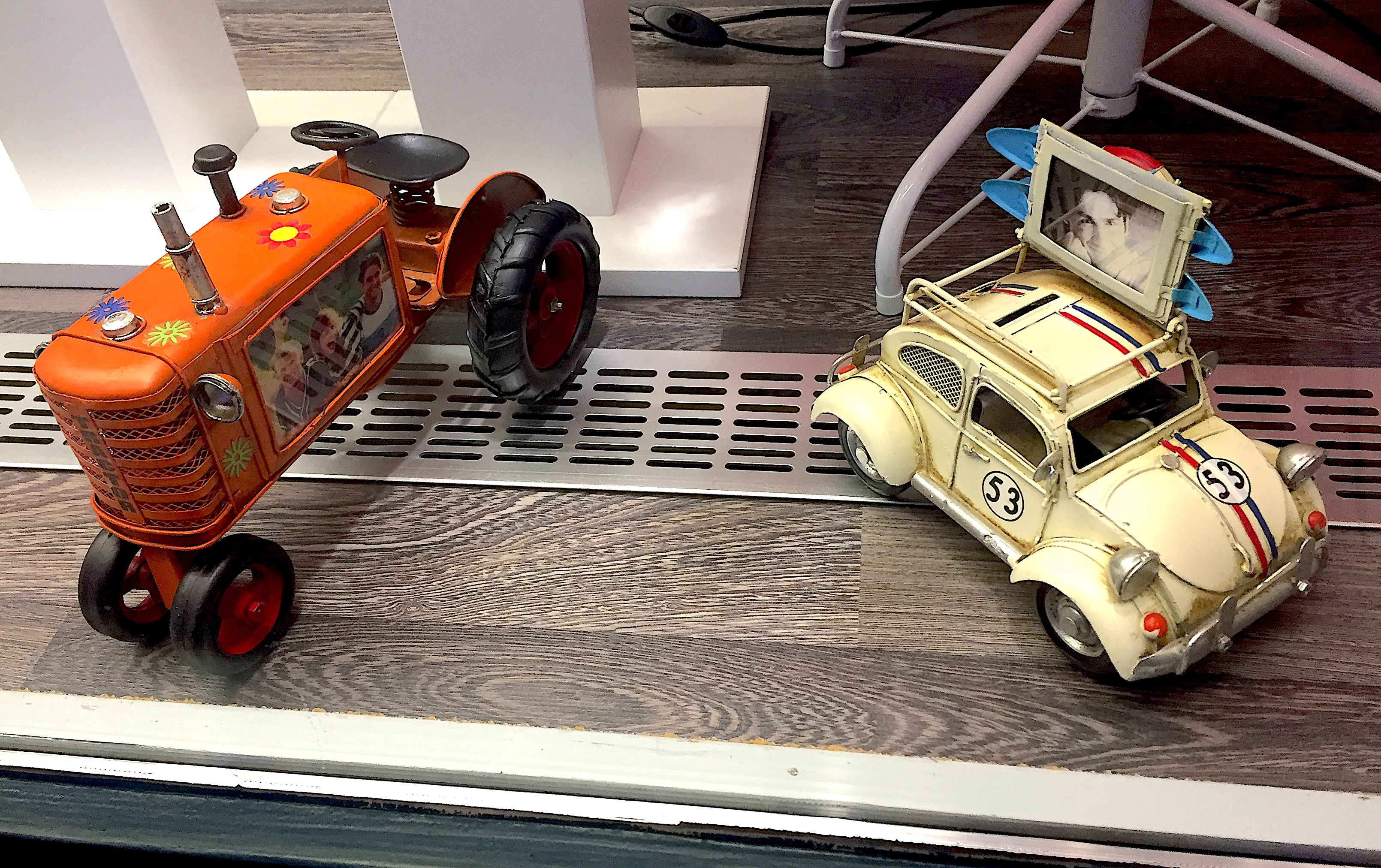
Blechspielzeug als Motivrahmen

Der Bilderrahmen dient der dekorativen Einfassung, dem Schutz und der Stabilisierung von Bildern. Als Bilder gelten im weiteren Sinne Lichtbilder, Ölbilder, Lithographien, Zeichnungen und Drucke aller Art, Kupferstiche, auch Reliefs und Spiegel. Eingerahmte Bilder können verschiedene Bildmotive wie Heiligenbilder, Landschaftsbilder, aber auch Plakate, Urkunden oder Sonstiges darstellen.

## Geschichte
Vermutlich fand die Entwicklung der Bilderrahmen in der Zeit zwischen der Blütezeit und des Niedergangs des Tafelbildes statt. Man kann darauf schließen, dass es die gemalten Umrahmungen tatsächlich als selbständige Gegenstände gegeben hat. Beispielsweise wurden Mumienporträts vermutlich schon zu Lebzeiten der Dargestellten angefertigt und die Leinwände in Bilderrahmen aus überkreuzten Leisten gespannt, die wahrscheinlich mit Schnüren an Nägeln an den Wänden aufgehängt wurden. Beim Tod der Abgebildeten wurden die Leinwände aus den Bilderrahmen genommen und für die Mumie verwendet. Fundorte solcher sogenannten Achtendenrahmen liegen im ägyptischen Fayum bzw. Hawara oder in Pompeji.

## Aufbau
Holz war schon zu allen Zeiten der am häufigsten eingesetzte Werkstoff für Bilderrahmen, das je nach Kunstepoche mit Schlagmetallen, Gips, Edelsteine, Gold- und Silberbronzen, Samt und anderen Stoffen überzogen werden konnte.

## Gemälderahmen
Gemälderahmen waren ursprünglich architektonischen Charakters und nur bei Altar- und sonstigen Kirchenbildern gebräuchlich. Sie waren teils aus Holz, teils aus Marmor, seltener aus Metall angefertigt. Das Holz wurde bemalt, erst teilweise und zuletzt ganz vergoldet, während der Marmor anfangs bemalt und vergoldet wurde. Die Rahmen wurden auch mit farbigen Verzierungen oder Einlegearbeiten versehen und erst seit dem Ende des 16. Jahrhunderts allgemein weiß oder naturfarben nur lasiert gehalten. Im 16. Jahrhundert wurde der Bilderrahmen zunehmend auch für allgemeine dekorative Zwecke verwendet und der frühere architektonische Charakter allmählich aufgegeben. Im „Goldenen Zeitalter“ der niederländischen Malerei, das heißt im 17. Jahrhundert, waren schwarze und braune Bilderrahmen, zum Teil mit schmalen goldenen Einlegeleisten üblich.
Die höfische Barockkunst des 17. und die Rokokokunst des 18. Jahrhunderts ging Goldrahmen mit reichen, polimentvergoldeten Ornamenten in Holzschnitzerei über. Wie bei anderen Möbeln gab es regionale Schulen und Musterhefte, nach denen (zum Teil bis heute) gearbeitet wird. Ein damals in Italien entstandener Typus mit durchbrochenen Akanthusmotiven wird als „Florentiner Rahmen“ bezeichnet. Einen Höhepunkt der Rahmenkunst bildete das Rokoko. Die oft von führenden Künstlern entworfenen Rahmen entfernten sich dabei weit von dem ursprünglichen Leistencharakter und nahmen stark bewegte, durchbrochene und aufgelöste Formen an.
Klassizismus und Biedermeier blieben bei polimentvergoldeten Rahmen, kamen zur schlichten Leistenform zurück, wobei die nach innen offene Hohlkehle das prägende Motiv war. Man unterscheidet bei den ornamentlosen Biedermeierrahmen die sogenannte „Berliner Leiste“ (goldene Hohlkehle) und die „Münchener Leiste“ (schwarze Hohlkehle mit goldener Einlegeleiste). Im bayerisch-österreichischen Raum war im Biedermeier auch der „Ochsenaugenrahmen“ üblich, bei dem die Hohlkehle außen von einem Eierstab begleitet wird. Im Empirestil kamen Eckapplikationen auf, wobei flache, aus einer kittartigen Masse geformte Ornamente auf der Hohlkehle appliziert wurden. Manchmal wurden auch feine Spitzengewebe in den Kreidegrund der Hohlkehle eingelassen. Statt Blattgold wurde oft Blattsilber verwendet und mit einer goldfarbenen Lasur versehen.
In der Gründerzeit entstand eine große Nachfrage nach Bilderrahmen, die nun zum Serien- und Massenprodukt wurden. Die ganze Hohlkehle wurde nun meist mit einem Ornament aus Masse belegt, anstelle der abschließenden Wulst wurde ein Lorbeerstab aus Masse aufgeklebt. Zur weiteren Kostenreduzierung verwendete man Öl- statt Polimentvergoldung, und statt Blattgold kam Schlagmetall zum Einsatz. Um die rissgefährdeten Gehrungsschnitte zu kaschieren, wurden diese oft mit weiteren, Schnitzeren imitierenden Applikationen aus Masse abgedeckt. Im Zuge des Neorokoko kamen um 1850 die „Ohrenrahmen“ oder „Barockrahmen“ auf, bei denen die Ecken und die Mittelstücke des Profils hervortreten.
Die Verbreitung von Metalleffektpigment („Goldbronze“) nach 1910 führte zu weiteren Qualitätsverschlechterungen der Vergoldung und veranlasste zahllose Rahmenbesitzer zum Überstreichen ihrer älteren, angeblich unansehnlich gewordenen Goldrahmen. Individuell gefertigte Rahmen wurden zum Luxusprodukt. Heute werden Bilderrahmen meist industriell in Großserien gefertigt, wobei die Maße den Normierungen für Zeichenkartons, Fotografien, vorgefertigten Passepartouts oder Leinwänden entsprechen. Das Rohmaterial wird zusätzlich auch als Profilleisten aus Holz, Aluminium oder Kunststoff für den individuellen Zuschnitt angeboten.
Bei Gemälden auf Leinwänden verzichten die Maler heutzutage oft völlig auf eine Rahmung. Dabei kann es jedoch durch Wärme- und Feuchtigkeitseinwirkungen auf den Keilrahmen zu ungewollten Torsionseffekten kommen. Um der Leinwand mehr Stabilität zu verleihen, greift man in der letzten Zeit wieder verstärkt auf Schattenfugenrahmen zurück. Mit diesem (auf der Rückseite verschraubten) L-förmigen Rahmenprofil bleiben auch die bemalten Seitenflächen der Leinwand noch sichtbar, und die Bilder sind zusätzlich gut gegen Beschädigungen beim Transport geschützt. Zusätzlich verstärkt die Gleichartigkeit der Rahmung den eventuell gewünschten Seriencharakter zusammengehörender Werke.

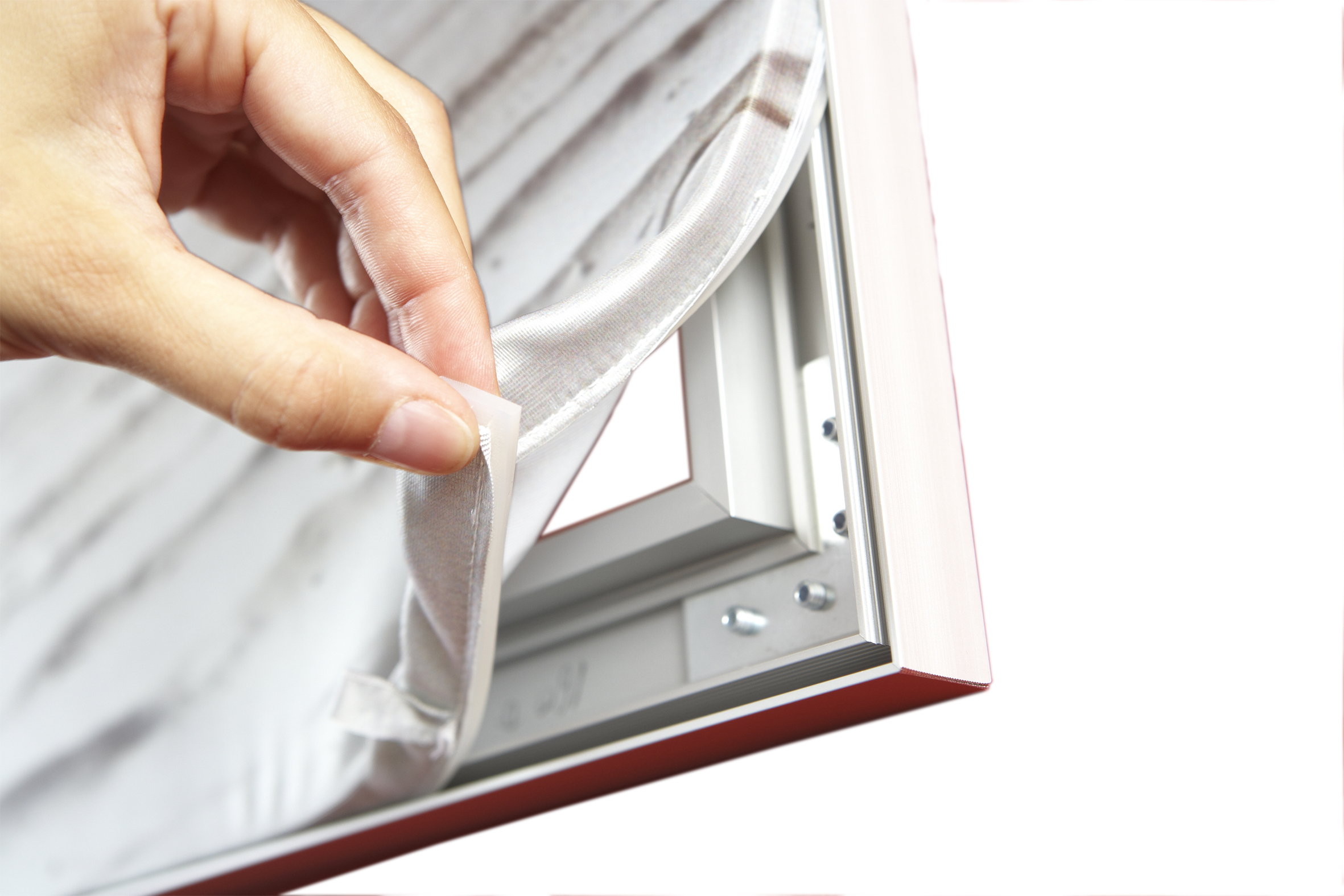
Detailansicht eines Textilspannrahmens

Relativ modern sind die Textilspannrahmen, die das Befestigen eines Stoffes ohne Klammern o. Ä. erlauben. Seit der Fotodruck qualitativ sehr hochwertige Ergebnisse liefert, greifen immer mehr Menschen auf diese Variante zurück, vor allem wenn es um die großflächige Präsentation von Fotos geht.

## Grafikrahmen
Mit der Entdeckung der Zeichnung als eigenständigem Kunstwerk, der (Weiter-)Entwicklung (alter und) neuer grafischer Techniken (Holzstich, Kupferstich, Radierung, Lithografie, Stahlstich), mit massenhafter Reproduktion und Verbreitung von Bildern sowie schließlich mit der Erfindung der Fotografie im 19. Jahrhundert wuchs auch die Nachfrage nach kleinformatigen, eher unauffälligeren Rahmen für derartige Bilder. Um die Wirkung der Inhalte zu erhöhen und die (meist papierenen) Bildträger zu schützen, müssen zusätzlich zu den meist schmalen Rahmen Passepartouts verwendet werden, damit ein Abstand zur darüberliegenden Glasplatte gewahrt bleibt. Die Leistenbreite ist in der Regel wesentlich schmaler als bei Gemälderahmen. Häufig ist die Rahmenfarbe für solche verglasten Rahmen silbern, da man mit dieser Farbe eine optisch formatauflösende Wirkung erzielt. Für Fotografien oder Kunstdrucke ohne Passepartout werden im Handel auch reine Glas-Wechselrahmen angeboten. Diese können entweder aus zwei übereinanderliegenden Glasplatten oder aus einer Presspappe mit einer Deckplatte aus Glas bestehen, wobei letztere oft auch aus reflexfreiem Glas ist.

## Magnetrahmen
Heutzutage ist die Nutzung von Magneten in Bilderrahmen weit verbreitet, etwa zum Verbinden einer Grundplatte mit dem eigentlichen Rahmen. Der größte Vorteil ist der einfache Zusammenbau der Bilderrahmen, sodass die Nutzer die gerahmten Bilder häufig wechseln können.

## Dokumentation
- Der Bilderrahmen – Fenster zur Kunst. Regie: Jean-Dominique Ferrucci, ARTE F, Frankreich, 18 Minuten, 2020